# Carlos Mazón
Carlos Arturo Mazón Guixot (Alicante, 8 de abril de 1974) es un político y abogado español, presidente de la Generalidad Valenciana desde julio de 2023. También preside el PP de la Comunidad Valenciana desde 2021.

## Biografía
Nació el 8 de abril de 1974 en Alicante (Comunidad Valenciana), hijo del doctor Carlos Mazón, hematólogo jefe en la plaza de toros de Alicante y fundador del primer banco de sangre de la ciudad. Hizo los estudios de EGB, Bachiller y COU en el Colegio Jesús María Vistahermosa de Alicante. Posteriormente ingresó en la Universidad de Alicante en 1992, realizando la Licenciatura en Derecho. Ese mismo año, con 18 años de edad, se afilia al Partido Popular de la Comunidad Valenciana (PPCV). Tras licenciarse en 1997, pasó a trabajar como jurista.

### Trayectoria
Siendo presidente Eduardo Zaplana, en 1999 se inicia su trayectoria de manera profesional al ser designado como director general del Instituto Valenciano de la Juventud (IVAJ). Luego, en el año 2003 pasó a ser el director general de Comercio y Consumo de la Generalidad Valenciana. En 2004 a su cargo se le retira la competencia en Comercio, a la vez que se le añade la de Seguridad en la industria.

## Vida política
En las elecciones municipales de 2007 fue elegido concejal del Ayuntamiento de Catral (Alicante) y resultó designado como cuarto vicepresidente de la Diputación Provincial de Alicante y como diputado provincial de Cooperación. Abandona ambos cargos en 2009 y es contratado como director gerente de la Cámara de Comercio, Industria, Servicios y Navegación de Alicante.

### Presidente de la Diputación de Alicante (2019-2023)
En las elecciones municipales del 26 de mayo de 2019 fue elegido concejal del Ayuntamiento de Alicante en la Corporación 2019-2023 por el PP. El 19 de julio de 2019 fue nombrado como nuevo presidente de la Diputación Provincial de Alicante, en sucesión de César Sánchez Pérez. En julio de 2020 fue elegido presidente del Partido Popular de la provincia de Alicante. Es presidente del Partido Popular de la Comunidad Valenciana, tras ser elegido el 3 de julio de 2021 por unanimidad al ser el único candidato, siendo así el undécimo presidente del partido en la Comunidad.

### Presidente de la Generalidad Valenciana (2023-act.)
Fue el cabeza de lista del PP en las elecciones autonómicas del 28 de mayo de 2023, consiguiendo acta de diputado por la circunscripción de Alicante en las Cortes Valencianas. En dichas elecciones el PP fue el partido más votado con el 35,75 % de los votos y obteniendo 40 de los 99 diputados que conforman las cortes. La mayoría necesaria para que Mazón pueda ser investido presidente de la Generalidad Valenciana dependía de un pacto con Vox (13 diputados), por el cual Vox entraba en la Generalidad Valenciana.

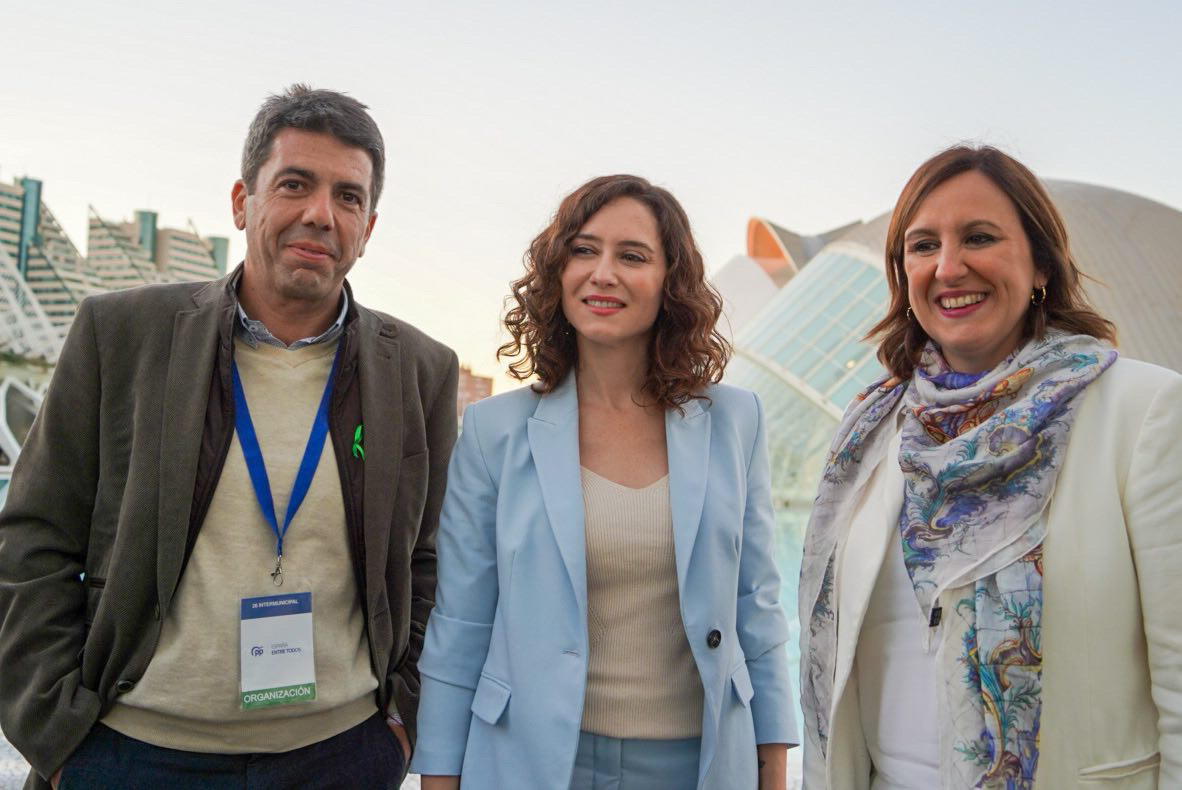
Mazón, junto a Isabel Díaz Ayuso y María José Catalá (2023)

En la sesión de investidura celebrada el 13 de julio de 2023 Mazón es elegido presidente con 53 votos a favor (PP y Vox) y 46 en contra (PSOE y Compromís). Accedió al cargo el 15 de julio de 2023 y su toma de posesión formal fue el 17 de julio.
En julio de 2024, Vox salió del Gobierno valenciano, así como de otros gobiernos autonómicos en los que estaba en coalición con el PP, por el rechazo del partido al compromiso asumido por los populares de acoger a 347 menores migrantes. Esto dejó a Mazón con un Gobierno en minoría, con 40 diputados, a 10 escaños de la mayoría absoluta.

#### Gestión de la DANA de 2024
El 29 de octubre de 2024 una DANA provocó grandes inundaciones en la provincia de Valencia que causaron 228 muertos. Al Gobierno de la Comunidad Valenciana se le acusó de haber tenido una previsión nula y de haber mostrado un comportamiento inoperante y lento durante la catástrofe. Fue notorio el hecho de que Mazón se mantuvo ilocalizable, comiendo en un restaurante con la periodista Maribel Vilaplana, mientras se constituía el comité de crisis. El 9 de noviembre una gran manifestación en Valencia exigió su dimisión.
El 18 de noviembre, Carlos Mazón anunció la destitución de la consejera de Innovación, Industria, Comercio y Turismo, Nuria Montes, sustituyéndola por Marián Cano García, presidenta de la organización de los empresarios del calzado. El 20 de noviembre, destituyó a la consejera de Justicia e Interior, Salomé Pradas Ten, responsable de la gestión de emergencias durante la catástrofe. Su consejería quedó dividida en dos: nombró a Juan Carlos Valderrama como consejero de Emergencias e Interior y a Nuria Martínez Sanchis como consejera de Justicia.
El sábado 23 de noviembre otra manifestación fue convocada en Valencia, en este caso contra Mazón y contra su consejero de Educación.
Mazón y el Partido Popular optaron por señalar la responsabilidad de la titular del Ministerio de Transición Ecológica, Teresa Ribera.
El 3 de diciembre, Carlos Mazón destituyó al secretario general de Emergencias, Emilio Argüeso, por su gestión de la catástrofe.
En enero de 2025, fueron polémicas las declaraciones de Carlos Mazón en las Cortes Valencianas aseverando: «Le doy la enhorabuena al pueblo de Gaza [...] que ayer nos enteramos de que van a recibir más de 24 millones de euros en ayudas directas [...] Me alegro mucho por el pueblo de Gaza, de verdad que me alegro mucho. La Generalitat valenciana va a recibir cero ayudas directas del Gobierno de Sánchez», las cuales se señalaron como «bulo» o «mentira», pues el Gobierno de España había aprobado 24 millones de euros de ayuda para los gazatíes, frente a los 16 000 millones para los afectados por la DANA en Valencia.
En febrero de 2025, ante el requerimiento de la jueza que investiga el caso, la Generalidad Valenciana indicó que Mazón llegó al comité de crisis a las 20:28 horas, 17 minutos después de que se enviara la alerta a la población, basándose en las grabaciones de las cámaras de seguridad del edificio donde se reunía el comité, a pesar de que inicialmente había declarado ante los medios que había llegado «pasadas las siete de la tarde», lo que reavivó la polémica de que se había mantenido ilocalizable, llegando tarde al comité de crisis.

### Ley de concordia
El PP impulsó junto a Vox las llamadas «leyes de concordia» en Aragón, Castilla y León, Comunidad Valenciana o Extremadura, que Vox exigía como condición para otorgar los gobiernos de estas comunidades autónomas al PP, con el visto bueno de la dirección nacional, con objeto de modificar a nivel autonómico la Ley de Memoria Democrática, y, según sus promotores, «unificar» la memoria histórica y reconocer «todas las víctimas» del siglo XX, no solo las del Franquismo.
Estas han sido polémicas porque eliminan los permisos para la exhumación de fosas comunes que permiten a los ciudadano identificar a sus familiares muertos de la guerra civil española, la señalización de lugares simbólicos, la catalogación de desaparecidos y las ayudas a proyectos de memoria democrática. No mencionan la dictadura franquista como tal, niegan que su carácter dictatorial deba condenarse y evitan nombrar las graves violaciones de derechos humanos ocurridas. Además, permiten restaurar monumentos o exhibir cruces y símbolos históricos si se justifican como «concordia», limitan ayudas a asociaciones de memoria (o las eliminan), y condicionan subvenciones a particulares interpretaciones. Incluyen personas afectadas por la Segunda República española, el terrorismo de ETA o la persecución ideológica en general, equiparando implícitamente estos hechos con las víctimas del Franquismo.
Los relatores de la Organización de las Naciones Unidas han alertado con contundencia que estas leyes invisibilizan las graves violaciones de derechos humanos cometidas durante el Franquismo, obstaculizan el acceso a la verdad, justicia y reparación para las víctimas y no condenan explícitamente el régimen dictatorial, lo que incumple obligaciones internacionales sobre memoria histórica.
Historiadores y expertos han denunciado su falta de rigor histórico y base científica, su «falsa equiparación» entre víctimas de regímenes democráticos y autoritarios y la mezcla inapropiada entre memoria personal y memoria social, lo que diluye la responsabilidad histórica.
En la Comunidad Valenciana, la ley de concordia fue aprobada de forma definitiva en las Cortes Valencianas el 11 de julio de 2024, derogando la anterior normativa sobre memoria democrática de 2017 y redefiniendo las víctimas reconocidas. El Tribunal Constitucional ha suspendido cautelarmente varios artículos de la la llamada ley de concordia valenciana, tras admitir a trámite el recurso del presidente del Gobierno de España, Pedro Sánchez, alegando que la norma podría vulnerar los artículos 10 y 15 de la Constitución española al equiparar las víctimas del franquismo con las de la Segunda República y del terrorismo, reduciendo sus derechos a verdad, reparación y dignidad, y que invade competencias estatales —legislación penal, procesal, educativa y exhumaciones— así como incumple el deber de colaboración entre administraciones «por derogar sin coordinación» la ley vigente de memoria democrática.

## Vida privada
Fue miembro del cuarteto Marengo, grupo musical que compitió por representar a España en el Festival de la Canción de Eurovisión 2011.
Está casado y tiene dos hijos. 